# Грязное (Белгородская область)
 Грязно́е — село в Прохоровском районе Белгородской области России, входит в Маломаяченское сельское поселение.
Село находится на высоте 193 м над уровнем моря.

## История
Свою историю село грязное начало как большая часть селений Прохоровского района заселением земель служилым населением, занимавшихся строительством и охраной оборонительной Белгородской черты. По данным переписи 1880 года: «В с. Грязном, находящемся в Кочетовской волости, на южной оконечности Обоянского уезда и границе его с Белгородским, старики слыхали от своих отцов, что первоначально село их было основано 7-ю дворами из Орловской губернии, но потом кроме естественного прироста населения, к ним приходили и сходны из других деревень и областей, которых они охотно принимали в свое общество. Каждый переселившийся домохозяин получал по 20 четвертей земли (около 100 десятин). До 1839 г. землей все владели подворно…». 
1869 год — основание деревянной Архангельской церкви, при которой находилась церковно-приходская школа. Так же в селе было несколько мельниц- 5 ветряных и одна водяная. 
В года коллективизации, в 1930 году, в селе было организовано два колхоза «Серп и молот» и «Жизнь и труд». 
В годы Второй Мировой войны Село Грязное было под немецко-фашистской оккупацией, с 1941 по 1943 год. Село было полностью выжжено. 
В мае-июле 1943 года, перед и во время Курской битвы, на построенном весной 1943 советском военном аэродроме в Грязно́м базировался 508-й иап 205-й иад 5-го иак 2-й воздушной армии СССР (командующий — генерал авиации Степан Красовский). Строительство аэродрома осуществили 5-я инженерно-минная бригада РГК (командир - подполковник В. Н. Столяров), маскировочная служба аэродромов 2-й ВА (начальник - майор В. И. Лукьянов) и мобилизованные местные жители (всего в Прохоровском районе на строительство восьми аэродромов весной 1943 года было мобилизовано 1015 человек).
Весной 1943 в нескольких км от Грязного также был построен ложный аэродром для введения фашистов в заблуждение.
На ложном аэродроме находилась команда сапёров из 4 человек и красноармейцев из трёх человек, которые передвигали установленные макеты самолётов в соответствии с направлением ветра, изготовляли, ремонтировали (после вражеских налётов), "маскировали" макеты, имитировали стартовую службу и "обжитость" аэродрома. На аэродроме было установлено открыто по 11-18 макетов самолетов, от 3 до 8 макетов автомашин, построены две или три наблюдательные вышки и по три макета зенитных орудий; установлено от 12 до 18 чучел людей.
После ВОВ аэродромы были распаханы и не сохранились.
В послевоенные годы село начало восстанавливаться,  происходили многочисленные объединения с другими колхозами и совхозами. Так 17 июля 1975 года Грязновский сельсовет переименован в Маломаячковый сельсовет с административным центром в селе Малые Маячки. 
На момент 1979 года в селе проживало 522 жителя. 
В 1988 году в селе Грязное были построены свиноферма и магазин. Появилась асфальтированная дорога до села.

## Связь
В Грязном есть отделение почтовой связи «Грязное» Прохоровского почтамта УФПС Белгородской области — филиала ФГУП «Почта России» (почтовый индекс — 309031)